# Tables eugubines
Pour les articles homonymes, voir Table (homonymie).

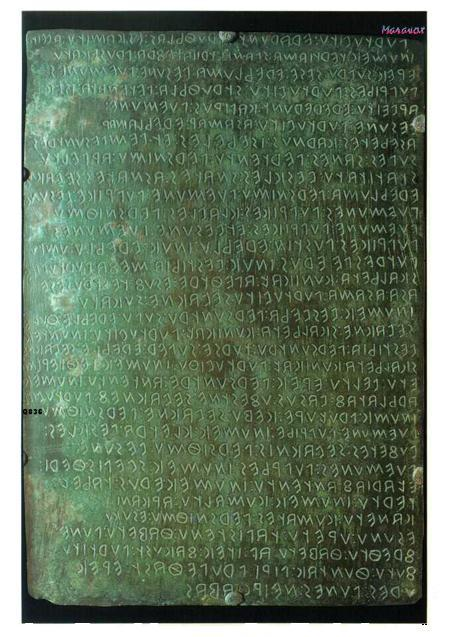
Une des tablettes eugubines.

Les Tables eugubines (Tabulae Iguvinae) sont sept tablettes de bronze trouvées à Gubbio (l'ancienne Iguvium), en Ombrie, une région d'Italie centrale, rédigées en langue ombrienne et datées entre le troisième et le premier siècle avant notre ère.

## Histoire
Un nommé Paolus Greghori et une certaine Presentina auraient découvert les 7 Tables eugubines dans l’enceinte du théâtre romain de Gubbio, aux environs de l’an 1444. Plus précisément, selon le consul et notaire Antonio Concilio (qui publia un ouvrage sur Gubbio en 1673), les tables ont été découvertes dans un souterrain orné de mosaïques non loin du théâtre romain. Il existe une controverse sur le nombre réel de tables découvertes qui pourraient être 9 au total.
Elles furent vendues à la commune de Gubbio le 25 août 1456. Un ouvrage de Johannes Smetius publié en 1588 est le premier à offrir une reproduction des tables. Bernardino Baldi en commande la première traduction officielle qui lui est livrée en 1613, mais est fortement critiquée par le milieu académique. En 1614, le Hollandais Adrien van Schrieck, dans un ouvrage sur les origines des peuples en Europe, fait référence à la table VII dans laquelle il affirme reconnaitre l'ancienne langue belge.
Entre 1728 et 1734, le Français Louis Bourguet propose une interprétation des tables en caractère latin. En 1961, le latiniste Alfred Ernout publie une étude des textes des tables engubines, où il exprime un grand nombre de réserves sur les interprétations "ambitieuses" de ses homologues.

## Description
Les tables eugubines sont aujourd'hui conservées au musée municipal du Palais des Consuls.
Des sept tablettes rectangulaires de 28 cm × 40 cm et de  57 cm × 87 cm, d'un poids allant de 2,5 à 7,6 kg, cinq sont écrites sur leurs deux faces, et deux (les troisième et quatrième) sur une seule, pour un total de douze faces en tout.
Rédigés dans la langue ombrienne, soit en caractères ombriens (l'alphabet ombrien s'écrit de droite à gauche, comme l'étrusque, dont il dérive, de même que les autres alphabets italiques), soit en caractères latins (mais pas en langue latine), ces documents détaillent les rites particuliers des cérémonies religieuses accompagnant des fêtes, les Bimestriels et les Céréales.
Les tablettes en caractères ombriens seraient du IIIe siècle av. J.-C., celles en caractères latins du Ier siècle av. J.-C.. Avec le Liber linteus Zagrabiensis, les tables eugubines constituent les seuls textes authentiques livrant un rituel complet de l'Italie centrale de l'antiquité.